# Pałac królewski w Leh
Pałac królewski w Leh – zespół pałacowy stanowiący od połowy XVII w. do 1834 siedzibę królów Ladakhu z dynastii Namgyal. Podczas budowy wzorowano się na tybetańskim pałacu Potala w Lhasie. 

## Historia
Budowę zamku zlecił król Tsewang Namgyal w 1553. Na miejsce siedziby wybrano Wzgórze Tsemo, wznoszące się nad stolicą państwa – Leh. Do wzniesienia kompleksu użyto kamieni, cegieł wypalanych z gliny oraz drewna. Główny gmach zespołu posiada dziewięć pięter. Niższe były zajęte przez służbę, magazyny i stajnie. W wyższych rezydowała rodzina królewska; umieszczono tam również dwie niewielkie świątynie i salę tronową.
Budowę ukończył bratanek Tsewanga, Sengge Namgyal w I poł. XVII w.  Odtąd nieprzerwanie do roku 1834, gdy pałac zniszczył najazd ludu Dogra (z której wywodziła się późniejsza dynastia o tej samej nazwie) z regionu Dżammu i Kaszmir. Wówczas rodzina królewska przeniosła się do pałacu w Stok, nieco na południe. Odtąd pałac pozostawał zrujnowany.

## Współczesność
Obecnie Indyjski Inspektorat Archeologiczny prowadzi renowację kompleksu pałacowego, który jest częściowo udostępniony do zwiedzania. Z pałacowego dachu, gdzie znajduje się punkt widokowy, rozciąga się rozległa panorama na Leh i okolicę, m.in. na górę Stok Kangri, do podnóży której w 1834 przeniosła się rodzina królewska.
W kompleksie otwarto Muzeum Pałacowe z bogatymi zborami biżuterii, strojów ceremonialnych oraz buddyjskich świętych tekstów.